# Thales Watchkeeper WK450
Thales Watchkeeper WK450 je britské bezpilotní letadlo, které vyvinula firma Thales a izraelská Elbit Systems. Je postaveno na základě izraelského dronu Hermes 450 (první let v roce 1998). Watchkeeper poprvé vzlétl roku 2010. Roku 2018 dosáhl plných operačních schopností. Roku 2024 bylo rozhodnuto o jeho vyřazení z úsporných důvodů. Ukončení provozu je plánováno na rok 2025.

## Vznik a vývoj

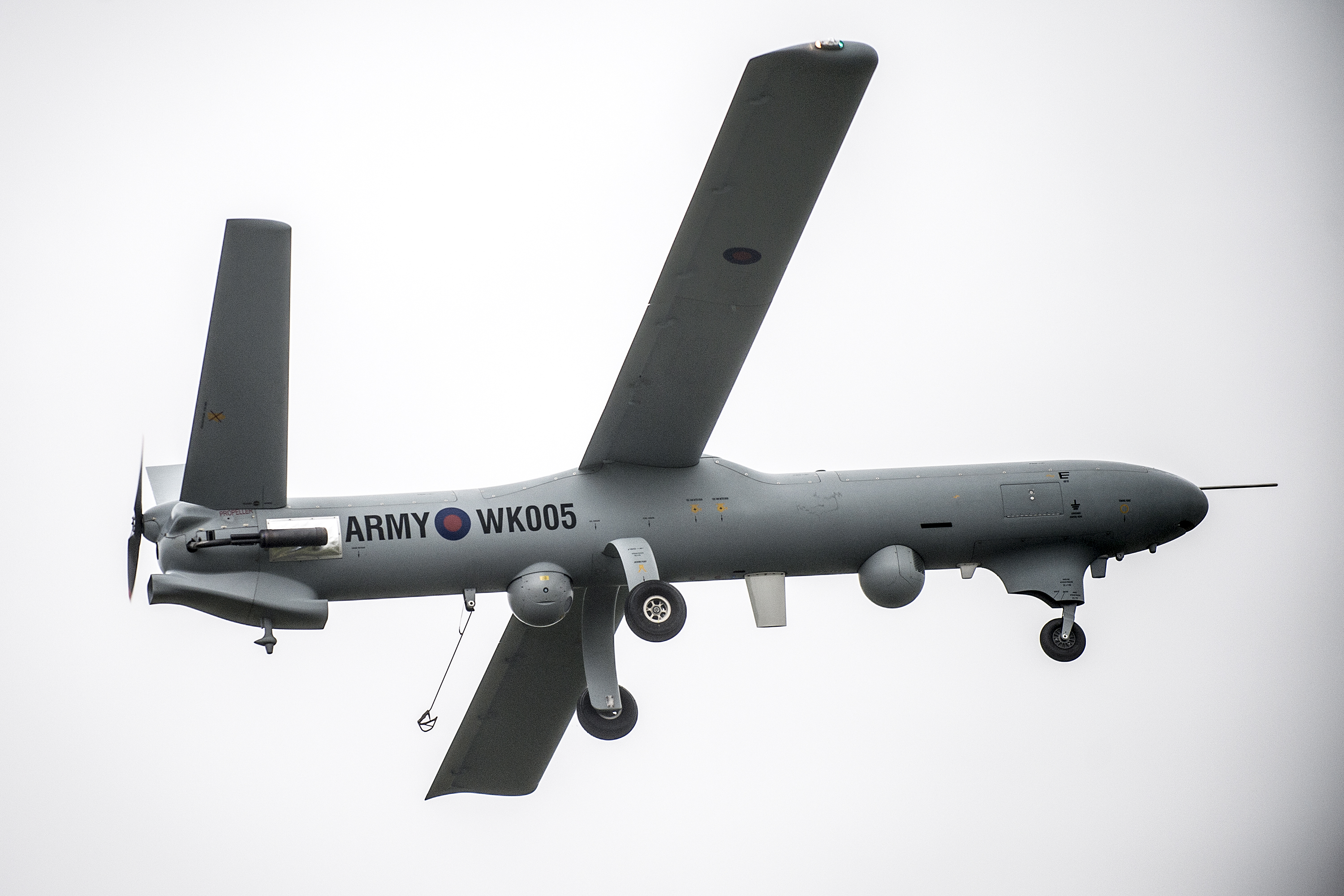
Watchkeeper

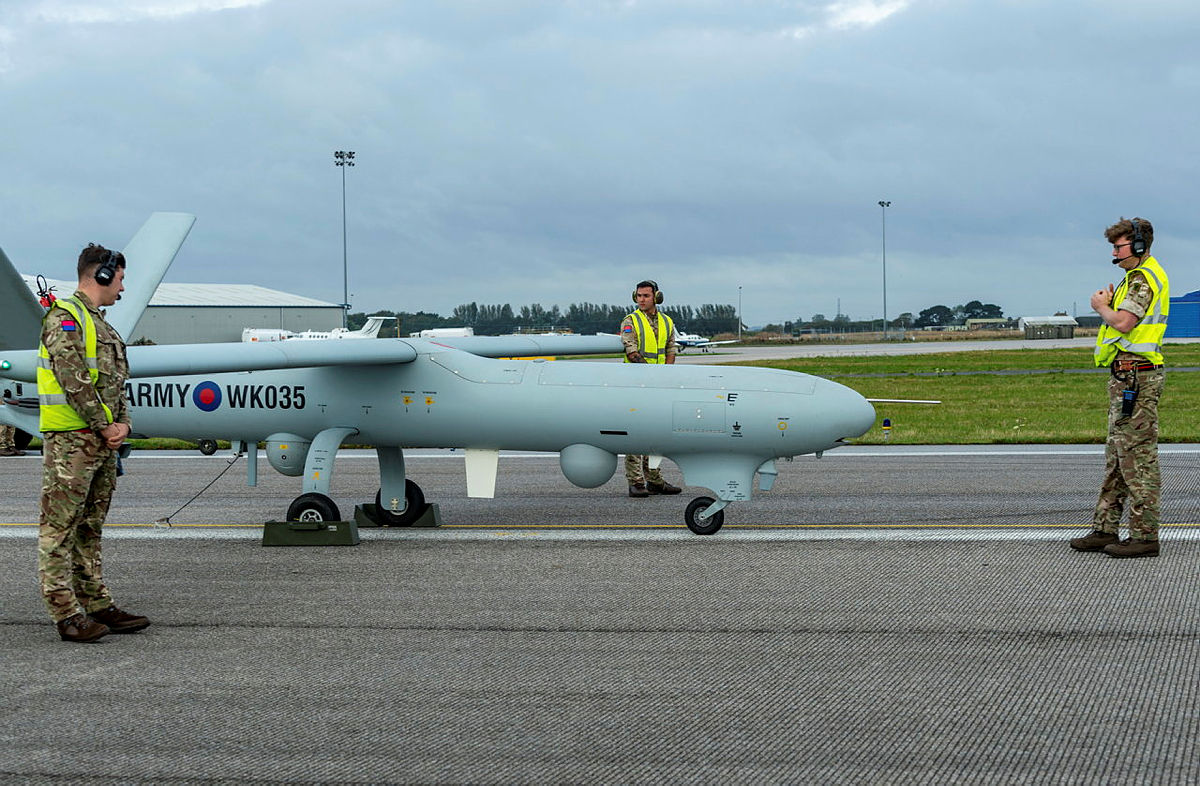
Watchkeeper

Přestože projekt Watchkeeper začal už v roce 2005, vývoj tohoto bezpilotního letounu postupoval velmi pomalu a doprovázelo ho mnoho prodlení. Původní plány hovořily o jeho zařazení do služby v září 2010, nakonec však v dubnu téhož roku došlo teprve k prvnímu letu prototypu.
V roce 2007 britská vláda zveřejnila, že celý projekt by měl stát 800 milionů liber, včetně 54 sériově vyrobených letadel. Nakonec však celkové náklady přesáhly 1,2 miliardy liber.
Dne 30. listopadu 2018 dosáhla letadla Watchkeeper plné operační schopnosti.
V roce 2024 britská armáda provozovala 46 z původních 54 dronů Watchkeeper. Osm bylo ztraceno při nehodách. V letech 2010–2024 drony nalétaly 4000 hodin. Zároveň však program dlouhodobě zaostával za technologickým vývojem. Roku 2024 bylo rozhodlo program Watchkeeper omezit kvůli úspoře nákladů. Roku 2025 je plánováno vyřazení dronů Watchkeeper.

## Konstrukce
Pohon tohoto bezpilotní letadla zajišťuje Wankelův motor o výkonu 52 koní, který se nachází v zadní části trupu. Watchkeeper je hornoplošník s přímým křídlem s rozpětím 10,5 m. Trup má tvar doutníku a je dlouhý 6 m.
Ve spodní části trupu se nachází pouzdro, které je otočné o 360 stupňů a je v něm umístěna elektro-optická a infračervená kamera. Dalším senzorem je radar se syntetickou aperturou, schopný sledovat i pohyblivé pozemní cíle. Watchkeeper nenese žádnou výzbroj, což ho předurčuje hlavně na průzkumné mise. V roce 2015 společnost Thales nabídla polským ozbrojeným silám možnost integrace řízených střel FFLMM Fury v případě nákupu.

## Operační nasazení

### Intervence v Afghánistánu
V září 2014 vyslala britská armáda do Afghánistánu tři letadla Watchkeeper, které zde byly nasazeny do poloviny října. Tyto stroje prováděly v Afghánistánu až 8 hodinové průzkumné lety a celkově nalétaly 146 hodin.

## Uživatelé
- Spojené království

Britská armáda: k únoru 2019 měla 52 letadel.

## Specifikace

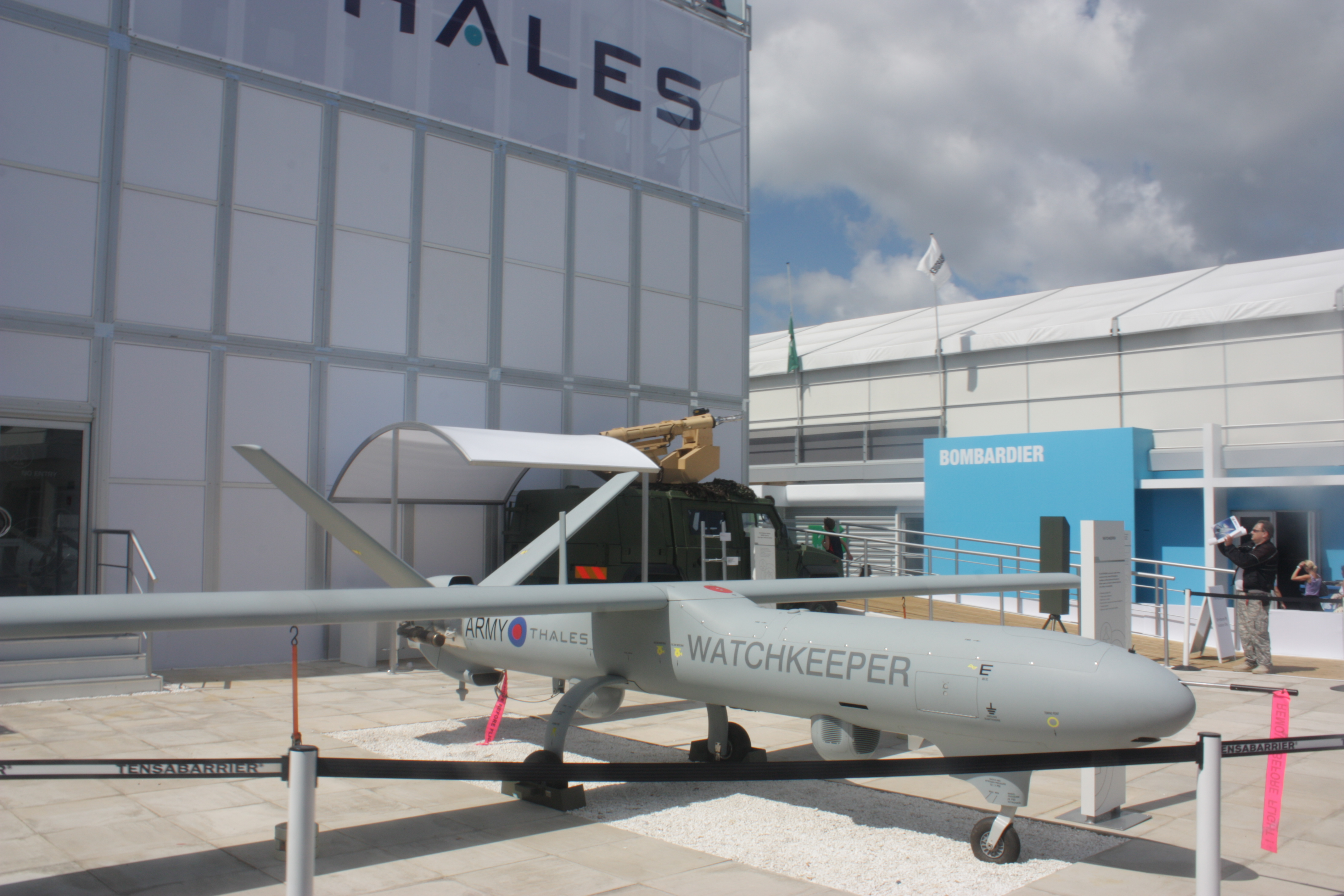
Thales Watchkeeper WK450

### Hlavní charakteristiky
- Posádka: 0 (ovládané na dálku 3 osobami)
- Délka: 6 m
- Rozpětí křídel: 10,5 m
- Maximální vzletová hmotnost: 500 kg
- Užitečné zatížení: 150 kg
- Pohonná jednotka: 1 × Wankelův motor o výkonu 52 koní

### Výkony
- Maximální rychlost: 175 km/ h
- Dolet: 200 km
- Dostup: 5500 m
- Vytrvalost: více než 16 hodin[6]